# 축성
축성(祝聖, consecration)은 특수한 목적에 대한 의식적 헌신이다. 영어 낱말 consecration은 문자 그대로 해석하면 "신성과 관련된"을 의미한다. 사람, 장소, 사물이 축성의 대상이 될 수 있으며 이 용어는 각기 다른 단체들에 의해 다양한 방법으로 사용된다. 이 용어의 기원은 라틴어 어근 consecrat에서 비롯된 것이며, 이는 "헌신된", "신성한"을 의미한다. 축성의 동의어로서 성화가 있으며 반의어로는 "훼손"(desecrate)이 있다.

## 같이 보기
- 나실인